# 突厥斯坦共产党
突厥斯坦共产党（俄语：Коммунистическая партия Туркестана）是俄国共产党（布尔什维克）在突厥斯坦苏维埃社会主义自治共和国的分支。该党成立于1918年6月。1922年，该党成员接近一半是俄罗斯人，其余为中亚各少数民族。1924年，苏维埃中亚地区行政区划调整，突厥斯坦苏维埃社会主义自治共和国不复存在，该党也随之解散。